# The Miracle of Love
The Miracle of Love – singel brytyjskiego duetu Eurythmics, wydany w 1986 roku.

## Ogólne informacje
Był to trzeci singel z albumu Revenge. Synth popowa ballada odniosła umiarkowany sukces, choć obecnie jest jedną z najbardziej rozpoznawalnych kompozycji duetu. Singel nie został wydany w USA. Na stronie B umieszczono piosenki „When Tomorrow Comes” i „Who’s That Girl?” w wersjach koncertowych.

## Teledysk
Teledysk został wyreżyserowany przez Dave’a Stewarta. Okładka singla to jedno z ujęć z tego wideoklipu.

## Listy przebojów
| Kraj            | Pozycja |
| --------------- | ------- |
| Wielka Brytania | 23      |
| Irlandia        | 10      |
| Niemcy          | 53      |
| Austria         | 21      |
| Holandia        | 43      |
| Francja         | 16      |
| Szwecja         | 18      |
| Australia       | 14      |
| Nowa Zelandia   | 30      |